# Пырский канал
Пырский канал — уникальное гидротехническое сооружение, построенное инженером Августином Бетанкуром в Нижнем Новгороде в начале XIX века. Название происходит от реки Пыры, из которой брал своё начало.

## История
По замыслу Бетанкура, канал должен был питать Обводной (Бетанкуровский) канал Нижегородской ярмарки, чтобы обеспечить возможность судоходства по последнему. Также воды канала использовались в первой городской канализации, построенной под ярмаркой. Для пищевых целей вода из канала была непригодна, вследствие того, что во многих местах проходила около жилой застройки и там загрязнялась.
Для того, чтобы поддерживать уровень воды в Обводном канале, который был выше чем в Оке, Волге или в Мещерском озере, решено было строить 20-километровый канал от реки Пыра. Кроме Пыры, канал также включал в себя воды реки Чёрной, Параши и нескольких ручьев. Русло, вырытое в песчаных почвах, так и не было ничем укреплено.
С Мещерским озером и Волгой канал сообщался при помощи системы шлюзов.
В 1830 году, вследствие разрушения Пырского канала, циркуляция воды по нему прекратилась и наполнение водой Обводного канала стало происходить лишь во время половодья. В 1835 году восстановление канала было признано нецелесообразным и канал был окончательно заброшен.